# مورچه‌اوبارها
مورچه‌اوبارها (نام علمی: Formicivora) نام یک سرده از تیره مورچه‌مرغ است.
این سرده هشت گونه دارد:
- مورچه‌گیرک نوک‌باریک،  Formicivora iheringi
- مورچه‌گیرک کلاه‌سیاه،  Formicivora erythronotos
- مورچه‌گیرک کنارسفید جنوبی،  Formicivora grisea
- مورچه‌گیرک کنارسفید شمالی،  Formicivora intermedia
- مورچه‌گیرک سرا،  Formicivora serrana
- مورچه‌گیرک شکم‌سیاه،  Formicivora melanogaster
- مورچه‌گیرک پشت‌زنگاری،  Formicivora rufa
- مورچه‌گیرک سینکورا،  Formicivora grantsaui